# Hans Diercks
Hans Joachim Diedrich Diercks (* 19. Februar 1918 in Neuland; † 6. Dezember 1981 in Hamburg) war ein deutscher Landwirt, Politiker (CDU) und Mitglied der Hamburgischen Bürgerschaft.

## Leben
Diercks folgte als Landwirt in der Bewirtschaftung des Hofs der Familie am Neuländer Elbdeich in Hamburg-Neuland. Im Zweiten Weltkrieg diente Diercks, zuletzt als Oberleutnant, im Heer.
Er war verheiratet mit Anne-Marie Diercks, geborene Schmiegelt, die mit ihrer Familie am Ende des Zweiten Weltkriegs aus Schlesien geflüchtet war. Aus der Ehe gingen vier Kinder hervor.

## Politische Ämter
Diercks war Vorsitzender des Ortsverbands Harburg-Mitte der CDU. Er gab dieses Amt im September 1975 ab. Sein Nachfolger wurde Jens-Peter Voss.
Von 1957 bis 1966 war er für die CDU Mitglied der Bezirksversammlung im Bezirk Harburg. Vom 29. November 1965, als er für den in den Deutschen Bundestag gewählten Gerhard Orgaß nachrückte, bis 1970 gehörte er der Hamburgischen Bürgerschaft an. Dort war er Mitglied des Steuer- und Grundstücksausschusses sowie des Eingabenausschusses.

## Sonstige Ehrenämter
Von 1957 bis 1966 war Diercks Präsident des Bauernverbands Hamburg. Er war Vorsitzender des Schützenvereins Neuland und stand dem Neuländer Deichverband vor.